# Linnaemya kanoi
Linnaemya kanoi là một loài ruồi trong họ Tachinidae.